# Вишневецкий, Фёдор Михайлович Старший
Фёдор Михайлович Вишневецкий (ум. 1533) — литовско-русский князь и магнат герба Корибут, староста пропойский и чечерский.
Второй сын князя Михаила Васильевича Вишневецкого от первого брака с княжной Полубинской. Потомок великого князя литовского Гедимина в X колене.

## Биография
Дата его рождения не известна. Помогал своему отцу Михаилу Вишневецкому в расширении родовых владений на Волыни и отражении нападений крымских татар. В 1511 году вместе со своим братом Иваном получил во владение Перемильскую волость в Луцком повете.
12 июня 1524 года Фёдор Михайлович Вишневецкий получил королевский привилей на владение Пропойским замком, став старостой пропойским и чечерским. В 1528 году по королевскому приказу выставил из своих владений 12 хоругвей в литовское ополчение.
В 1533 году князь Фёдор Михайлович Вишневецкий скончался бездетным. Его владения унаследовали его братья Иван, Фёдор и Александр. Был похоронен в Киево-Печерской лавре.

## Семья
Князь Фёдор Михайлович Вишневецкий был дважды женат. Его первой женой стала Мария, дочь господаря Молдавии Стефана Великого. Вторично женился на княжне Анастасия Жилинская, дочери старосты кричевского, князя Василия Семёновича Жилинского. Детей не оставил.